# Jan Lachowicz (1897–1939)
Jan Lachowicz (ur. 14 maja 1897 w Starym Samborze, zm. 24 września 1939 w Przemyślu) – żołnierz Legionów Polskich, podpułkownik piechoty Wojska Polskiego, kawaler Orderu Virtuti Militari.

## Życiorys
Urodził się 14 maja 1897 roku w Starym Samborze, w rodzinie Antoniego i Zuzanny z Langenfeldów. W roku 1914 ukończył seminarium nauczycielskie w Tarnopolu i wstąpił do Związku Strzeleckiego. W sierpniu tegoż roku przydzielony został do 1 pułku piechoty Legionów Polskich. Brał udział w bitwach pod Laskami, Kamieniuchą, Łowczówkiem, Przepiórowem, Tarłowem oraz w kampanii wołyńskiej i bitwie pod Jabłonką Wielką. Ranny we wrześniu 1915 roku w trakcie walk pod Kuklą. Kolejnymi miejscami jego przydziału były 1 pułk artylerii oraz 4 pułk piechoty, w którym ukończył szkołę oficerską (1917) i służył w kompanii karabinów maszynowych .
Za walki w szeregach 1 pułku piechoty Legionów Polskich stoczone w okresie I wojny światowej odznaczony został orderem wojskowym „Virtuti Militari" V klasy, co zostało potwierdzone dekretem Wodza Naczelnego marszałka Józefa Piłsudskiego L.13000 z 17 maja 1922 roku, opublikowanym w Dzienniku Personalnym Ministerstwa Spraw Wojskowych Nr 1 z dnia 4 stycznia 1923 roku.
Po kryzysie przysięgowym został wcielony do armii austro-węgierskiej i służył w 40 pułku piechoty oraz 33 pułku strzelców. Z chwilą odzyskania przez Polskę niepodległości wstąpił do Wojska Polskiego. W grudniu 1918 roku dostał się pod Ustrzykami do niewoli ukraińskiej, po uwolnieniu z której został przydzielony do 5 pułku piechoty Legionów. Z dniem 1 września 1919 roku został mianowany na stopień podporucznika piechoty, a w połowie listopada tego roku odkomenderowano go do Dowództwa Powiatowego Etapów Troki, na stanowisko oficera do zleceń .
Brał udział w wojnie polsko-bolszewickiej.
W dniu 3 maja 1922 roku został zweryfikowany w stopniu porucznika ze starszeństwem z dniem 1 czerwca 1919 roku i 1024. lokatą w korpusie oficerów piechoty. Jego oddziałem macierzystym był wówczas 2 pułk strzelców podhalańskich. W latach 1922–1930 pełnił służbę w 11 pułku piechoty w Tarnowskich Górach. W dniu 1 grudnia 1924 roku awansowany został do stopnia kapitana ze starszeństwem z dniem 15 sierpnia 1924 roku i 434. lokatą w korpusie oficerów piechoty. W marcu 1930 ogłoszono jego przeniesienie do 84 pułku piechoty w Pińsku na stanowisko obwodowego komendanta Przysposobienia Wojskowego.
17 grudnia 1931 został awansowany na stopień majora ze starszeństwem z dniem 1 stycznia 1932 i 52. lokatą w korpusie oficerów piechoty. W marcu 1932 został wyznaczony na stanowisko dowódcy batalionu w 84 pułku piechoty, a w kwietniu 1934 przesunięty na stanowisko kwatermistrza.
W 1938 przeniesiono go do Korpusu Ochrony Pogranicza na stanowisko dowódcy batalionu KOP „Ostróg”. Na stopień podpułkownika został awansowany ze starszeństwem z dniem 19 marca 1939 i 63. lokatą w korpusie oficerów piechoty.
Po wybuchu II wojny światowej wziął udział w walkach kampanii wrześniowej. Zgodnie z przydziałem mobilizacyjnym objął stanowisko dowódcy II batalionu 98 pułku piechoty rezerwowego (batalion ten wystawiony został przez baon KOP „Ostróg”). Poległ dnia 24 września 1939 roku w Przemyślu.
Jan Lachowicz był żonaty z Feliksą Spaczyńską, z którą miał dwie córki: Barbarę Zofię (ur. 1922) i Czesławę Wacławę (ur. 1925).

## Ordery i odznaczenia
- Krzyż Srebrny Orderu Wojskowego Virtuti Militari nr 7143 – 17 maja 1922[5]
- Krzyż Niepodległości – 2 sierpnia 1931 „za pracę w dziele odzyskania niepodległości”[20]
- Złoty Krzyż Zasługi – 18 marca 1933[21]